# 155
Glej tudi: število 155
155 (CLV) je bilo navadno leto, ki se je po julijanskem koledarju začelo na torek.

## Dogodki
- 1. januar

## Rojstva
- Kasij Dion Kokejan, rimski zgodovinar, avtor Rimske zgodovine († okoli 235)